# Felipe Orts
Felipe Orts Lloret (* 1. April 1995 in Villajoyosa) ist ein spanischer Radrennfahrer, der auf Cyclocross spezialisiert ist.

## Sportlicher Werdegang
Als Junior und in der U23 war Orts bis 2017 mehrfacher Landesmeister, außerdem erzielte er gute Ergebnisse im U23-Weltcup. In seinem letzten U23-Jahr war er Zweiter bei den Cyclocross-Weltmeisterschaften 2017.
In der Elite entwickelte sich Orts zum mit Abstand besten spanischen Fahrer. So war er von 2019 bis 2025 siebenmal in Folge spanischer Meister und gewann zahlreiche Cyclocrossrennen in Spanien. International war er einer der besten Fahrer außerhalb Belgiens und der Niederlande, den dominanten Nationen des Sports, was ihm eine Reihe von Top-10-Resultaten im Weltcup einbrachte. Im November 2023 wurde er Dritter beim Jaarmarktcross Niel, der zur Superprestige-Serie gehörte, und erreichte damit als erster Spanier überhaupt das Podium eines Klassementscross. Bei den Cyclocross-Weltmeisterschaften 2024 im Februar erzielte er mit dem 10. Platz sein bis dahin bestes Resultat. Seinen bislang bedeutendsten Erfolg hatte er vor Heimpublikum bei der EM 2024 in Pontevedra, wo er Vize-Europameister wurde.
In der Sommersaison fuhr Orts Straßen- und Mountainbikerennen, allerdings ohne international bedeutende Resultate. Von 2021 bis 2023 war er für das Team Burgos-BH aktiv, das er verließ, um eine eigene Mannschaft zu gründen, mit der er sich auch auf Gravelrennen spezialisieren will.

## Erfolge
2012/2013
 Spanischer Meister (Junioren)
2015/2016
 Spanischer Meister (U23)
2016/2017
 Spanischer Meister (U23)
 Weltmeisterschaften (U23)
2018/2019
 Spanischer Meister
2019/2020
 Spanischer Meister
2020/2021
 Spanischer Meister
2021/2022
 Spanischer Meister
2022/2023
 Spanischer Meister
2023/2024
 Spanischer Meister
2024/2025
 Europameisterschaften
 Europameisterschaften – Staffel
 Spanischer Meister